# Ordway, Colorado
Ordway är administrativ huvudort i Crowley County i Colorado. Orten har fått sitt namn efter affärsmannen George Ordway. Enligt 2020 års folkräkning hade Ordway 1 066 invånare.